# 3-idrossifenilacetato 6-idrossilasi
La 3-idrossifenilacetato 6-idrossilasi è un enzima appartenente alla classe delle ossidoreduttasi, che catalizza la seguente reazione:
3-idrossifenilacetato + NAD(P)H + H+ + O2 ⇄ 2,5-diidrossifenilacetato + NAD(P)+ + H2O
La 3-idrossifenilacetato 6-idrossilasi del Flavobacterium sp. è altamente specifica per il 3-idrossifenilacetato ed usa il NADH ed il NADPH come donatori di elettroni, con simile efficienza.